# Libreta

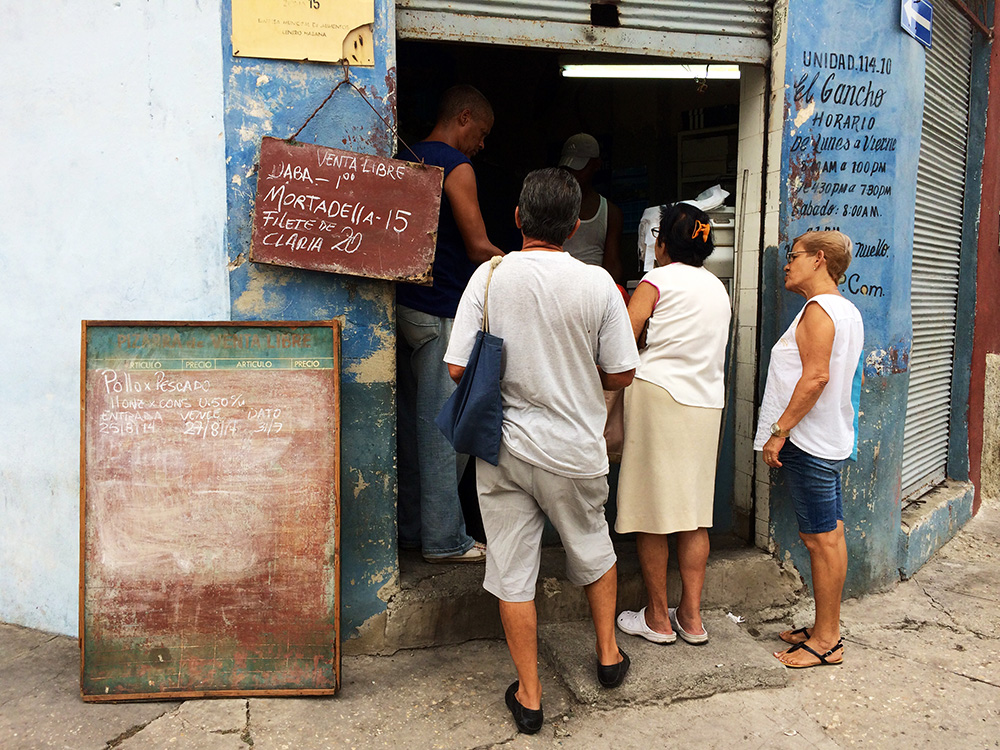
Entrée d'un magasin d'État où la libreta est utilisée (2014).

La libreta, mise en place par Fidel Castro en 1963, est un carnet d'approvisionnement distribué dans tous les foyers cubains. La libreta permet d'obtenir des produits de premières nécessités,  à des prix bas, dans les magasins d'État (bodegas). C'est un système de rationnement géré par l'État.

## Historique
Les premiers rationnements alimentaires sont mis en place en juillet 1961. Fidel Castro impute ceux-ci à la situation économique issue du régime précédent, à la dégradation des relations avec les États-Unis et à la faible compétence des nouveaux cadres issus de la Révolution.
Le gouvernement cubain met en place la libreta, avec la création des Bureaux de contrôle et de distribution des aliments de Cuba (OFICODA). Une administration de 1 500 personnes est installée pour contrôler la mise en œuvre du disposif.
C'est un carnet de rationnement qui permet d'obtenir des produits de consommation à des prix subventionnés. Ces aliments sont vendus dans les « bodegas » (épiceries d’État).
Chaque famille reçoit son « livret de rationnement » en début d'année, chaque membre reçoit la même quantité de nourriture. Ainsi tous les mois les familles cubaines reçoivent, avec la libreta, les produits alimentaires de première nécessité en payant uniquement le dixième de leur valeur sur le marché noir.
D'année en année, l'offre des produits diminue. « Quelques œufs, de l'huile, du riz, du sucre, des haricots rouges, du pain, du poulet et du café, rien de plus ». Cela permet de subsister environ deux semaines. Toutefois il peut exister des rations supplémentaires pour les événements particuliers : gâteaux pour les anniversaires ou rhum et bière lors des mariages.
En 2011, Raúl Castro envisage de supprimer graduellement la libreta compte tenu de son coût annuel de un milliard de dollars, mais finalement il renonce à cette mesure.
Après les manifestations du 11 juillet 2021 à Cuba, le ministre de l'Économie Alejandro Gil indique que les Cubains pourront toujours conserver la libreta après un déménagement, ce qui n'était pas le cas auparavant. De plus les bénéficiaires de la libreta vont recevoir trois livres supplémentaires de riz et ce au moins jusqu'à décembre 2021.

## Analyse

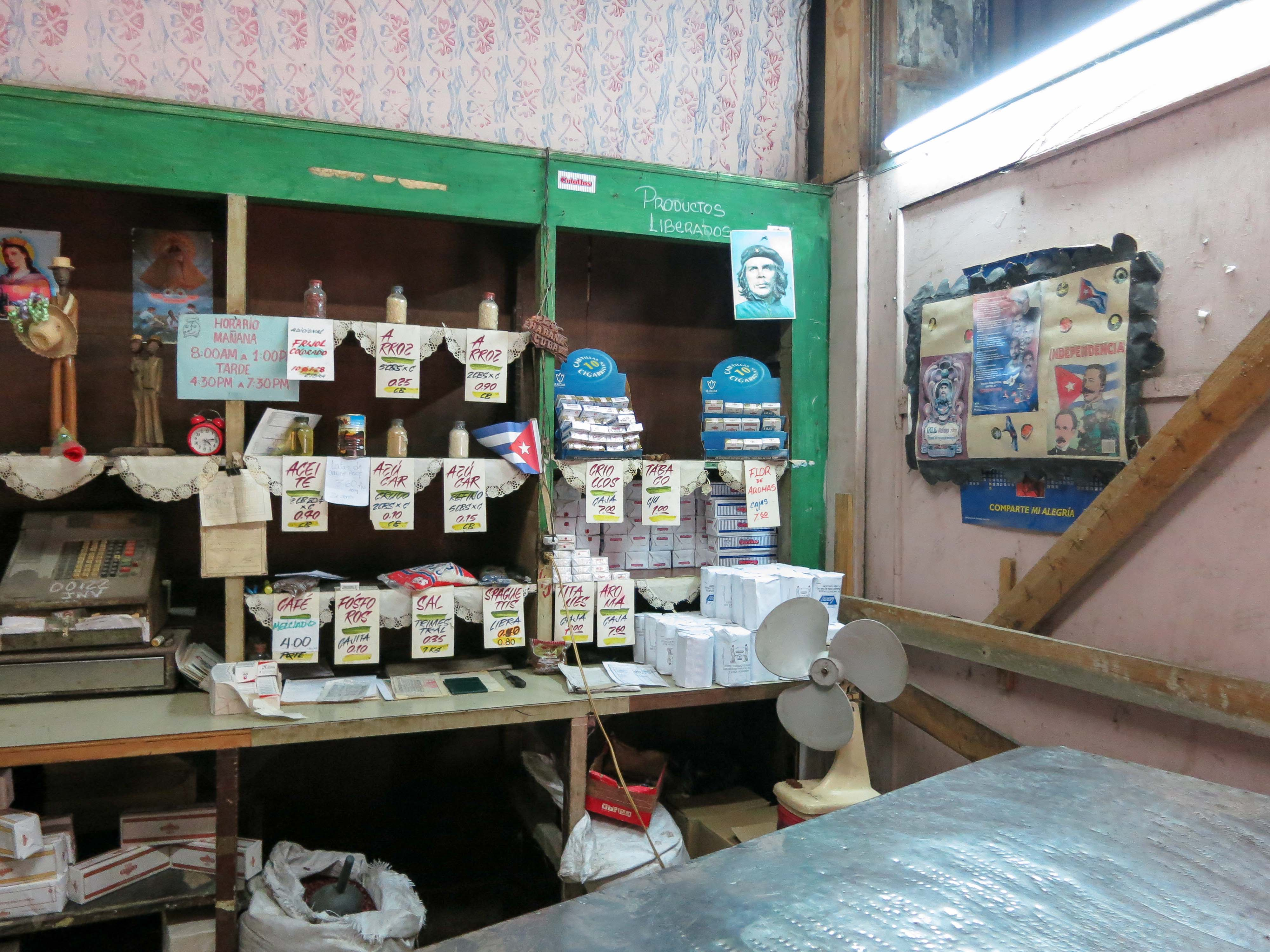
Une bodega (magasin d'État) en 2012.

Pour l'économiste cubain Pavel Vidal tant que l'économie cubaine ne permet pas à chacun de gagner correctement sa vie (30 dollars de salaire mensuel en moyenne), la majorité de la population dépend « de l'approvisionnement universel pour ne pas sombrer dans la misère ».

## À voir